# ArcelorMittal Tubarão

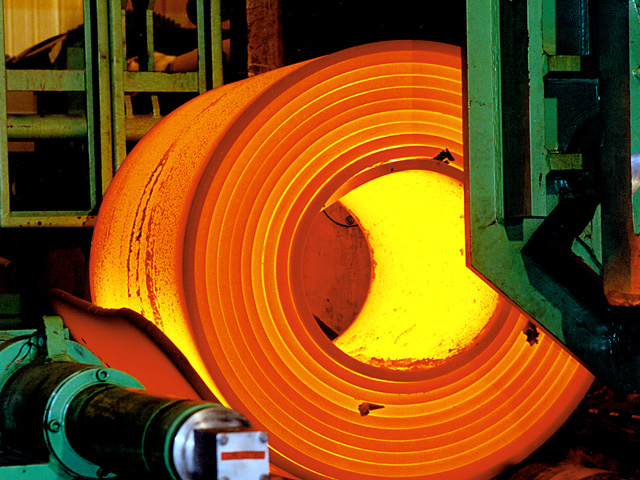
Bobina laminada a quente, na ArcelorMittal Tubarão

A ArcelorMittal Tubarão é uma produtora de aço do grupo ArcelorMittal, originalmente fundada em junho de 1976 como Companhia Siderúrgica de Tubarão (CST). O início de suas  atividades aconteceu em novembro de 1983. A empresa é resultado da privatização da estatal CST em 1992, que em outubro de 2005 foi comprada pela Arcelor – junto com a Companhia Siderúrgica Belgo-Mineira e a ArcelorMittal Vega - dando origem ao grupo Arcelor Brasil. Em junho de 2006 através de uma fusão com a Mittal Steel passou a se chamar ArcelorMittal, que hoje é responsável por 10% da produção mundial de aço.
A ArcelorMittal Tubarão fabrica semi-acabados de aço – placas e bobinas laminadas a quente – com capacidade de produção de 7,5 milhões de toneladas ao ano. Localizada no município de Serra, na região da Grande Vitória, estado do Espírito Santo, no sudeste brasileiro, a empresa possui uma área total de 13,5 milhões de m², sendo 7 milhões de m² de área construída. A ArcelorMittal Tubarão conta com um complexo portuário que inclui o Terminal de Produtos Siderúrgicos de Praia Mole, a apenas 8 quilômetros da planta industrial, e uma malha rodoferroviária: Estrada de Ferro Vitória-Minas e Ferrovia Centro - Atlântica (antiga Rede Ferroviária Federal) e Rodovias BR’s - 101 / 262. Essa infraestrutura favorece o recebimento das principais matérias-primas e insumos – principalmente minério de ferro e carvão mineral – e facilita o escoamento dos produtos.
A ArcelorMittal Tubarão fornece aços planos para os mercados da América do Norte, América Latina, Europa e Ásia. A empresa foi a primeira produtora de aço integrada em nível mundial a desenvolver e registrar na ONU um projeto de geração de Créditos de Carbono reduzindo as emissões de CO2, através do reaproveitamento de gases de seu processo para a geração de energia elétrica, na qual é autossuficiente desde 1997.